# Тапаханок (Вирџинија)
Тапаханок (енгл. Tappahannock) град је у америчкој савезној држави Вирџинија. По попису становништва из 2010. у њему је живело 2.375 становника.

## Демографија
Према попису становништва из 2010. у граду је живело 2.375 становника, што је 307 (14,8%) становника више него 2000. године.
| Група             | 2000.         | 2010.         |
| Белци             | 1.128 (54,5%) | 1.076 (45,3%) |
| Афроамериканци    | 860 (41,6%)   | 1.139 (48,0%) |
| Азијати           | 52 (2,5%)     | 44 (1,9%)     |
| Хиспаноамериканци | 8 (0,4%)      | 84 (3,5%)     |
| Укупно            | 2.068         | 2.375         |